# مقاطعة واشنطن (ميزوري)
مقاطعة واشنطن (بالإنجليزية: Washington County, Missouri)‏ هي إحدى مقاطعات ولاية ميزوري في الولايات المتحدة. تأسست سنة 1813، بلغ عدد سكانها 25195 نسمة في عام 2010 حسب إحصاء مكتب تعداد الولايات المتحدة وتصل الكثافة السكانية فيها 12.81 نسمة/كم2.

## وصلات خارجية
- United States Counties